# Петров, Виктор Данилович
 Виктор Данилович Петров (16 марта 1926 — 19 апреля 1993) — участник Великой Отечественной войны, капитан среднего рыболовного траулера «Юнона» Управления сельдяного флота Министерства рыбного хозяйства СССР, Мурманская область. Герой Социалистического Труда (18.01.1958).

## Биография
Родился 16 марта 1926 года в городе Махачкала Дагестанской АССР (ныне – Республика Дагестан) в семье потомственных рыбаков.
С детства ходил в море на Каспии. В 1943 году окончил учебный отряд подводного плавания. С 1944 года – в Военно-морском флоте. Участник Великой Отечественной войны. В 1945 году служил рулевым 3-го класса торпедного катера АМТ-149 19-го дивизиона АМТ Петропавловской военно-морской базы Тихоокеанского флота, краснофлотец. Награждён медалью Нахимова. В дальнейшем служил на подводном флоте. Демобилизован в 1950 году.
В 1953 году окончил курсы штурманов малого плавания в городе Баку Азербайджанской ССР (ныне – Азербайджан) и поступил на работу в Управление сельдяного флота в городе Мурманск (Мурмансельдь). Работал старшим помощником капитана рыболовного траулера (РТ). В 1955 году окончил курсы штурманов дальнего плавания в городе Ленинград (ныне – Санкт-Петербург). С 1957 года являлся капитаном рыболовных траулеров Мурмансельди, в том числе в 1959-1967 годах – капитан РТ «Юнона».
В 1963 году экипажу «Юноны» присвоили звание коллектива коммунистического труда. Под его командованием экипаж траулера за 6 лет справились с заданием семилетки (1959-1965), выловив сверх плана 12 тысяч 350 центнеров рыбы. Они первыми на флоте внедрили и освоили прогрессивную технологию обработки сельди – смешанный посол, что позволило экипажу резко увеличить выпуск первосортной продукции. На опорно-показательном траулере «Юнона» был введён хозяйственный расчёт, создана школа передового опыта, судно 8 лет ходило в море без среднего и капитального ремонта, что позволило флоту сэкономить миллионы рублей.
Указом Президиума Верховного Совета СССР от 7 июля 1966 года за выдающиеся успехи, достигнутые в выполнении заданий семилетнего плана по добыче рыбы и производству рыбной продукции, Петрову Виктору Даниловичу присвоено звание Героя Социалистического Труда с вручением ордена Ленина и золотой медали «Серп и Молот».
В дальнейшем с 1967 года являлся капитаном РТ «Никель» и других судов Мурмансельди, а затем стал капитаном-флагманом управления «Мурмансельдь» (с 1 сентября 1976 года – Мурманское управление рыболовного флота «Мурманрыбфлот» Минрыбхоза СССР). Во второй половине 1980-х годов вышел на заслуженный отдых.
Избирался депутатом Мурманского областного и городского Советов депутатов, членом Мурманского обкома КПСС.
Жил в Мурманске. Умер 19 апреля 1993 года. Похоронен на Новом кладбище в Мурманске.

## Награды
- Золотая медаль «Серп и Молот» (07.07.1966)
- Орден Ленина (07.07.1966)
- Орден Отечественной войны II степени (11.03.1985)[2]
- Медаль Нахимова  (20.10.1945)[3]

- Медаль «В ознаменование 100-летия со дня рождения Владимира Ильича Ленина» (6 апреля 1970)
- Медаль «За трудовую доблесть» (26.04.1963).
- Медаль «За победу над Германией в Великой Отечественной войне 1941—1945 гг.» (9 мая 1945[4])
- Юбилейная медаль «Двадцать лет Победы в Великой Отечественной войне 1941—1945 гг.» (7 мая 1965[5])
- Юбилейная медаль «Тридцать лет Победы в Великой Отечественной войне 1941—1945 гг.»[6]
- Медаль «Сорок лет Победы в Великой Отечественной войне 1941-1945 гг.»[7]
- Медаль «Ветеран труда»
- Медаль «30 лет Советской Армии и Флота»[8]
- Юбилейная медаль «40 лет Вооружённых Сил СССР»[9]
- Юбилейная медаль «50 лет Вооружённых Сил СССР» (26 декабря 1967[10])
- Юбилейная медаль «60 лет Вооружённых Сил СССР» (28 января 1978[11])
- Юбилейная медаль «70 лет Вооружённых Сил СССР» (28 января 1988[12])
- Знак «Гвардия»
- Знак МО СССР «25 лет Победы в Великой Отечественной войне» (24 апреля 1970)

## Память
- На могиле установлен надгробный памятник.
- Его имя увековечено в Главном Храме Вооружённых сил России, и навсегда запечатлено на мемориале «Дорога памяти»